# Dayton-Wright FS
El Dayton-Wright FS fue un entrenador biplaza que voló por primera vez en 1917. Fue el primer avión fabricado por la Dayton-Wright Company. El FS fue conocido originalmente como "first shot" (primer disparo), ya que fue el primer intento de la compañía de fabricar un avión. Harold Talbott, Sr., presidente de la misma, decidió más tarde abreviarlo como FS.

## Diseño y desarrollo
Diseñado por Charles F. Kettering, el avión era un biplano de dos vanos tractor convencional con cabinas en tándem, propulsado por un motor Hall-Scott A-7a. La construcción era de madera y tela, con la capota del motor y las superficies superiores del fuselaje realizadas con planchas metálicas. Se completaron dos aviones, conocidos como FS-1 y FS-2. En 1918, el FS-2 fue modificado con la adición de equipo de radio para ser probado por Dayton-Wright y, más tarde el mismo año, fue reequipado con un motor Wright-Hisso E con caja reductora de 160 kW (220 hp).

## Historia operacional
Ambos aviones fueron entregados a la escuela de vuelo de Howard Rinehart, The Wright Field Company. Esta compañía proporcionaba entrenamiento de vuelo a aviadores tanto civiles como militares, incluyendo 41 pilotos canadienses del RFC y del RNAS. Estos pilotos conseguirían ganar 19 condecoraciones de combate entre todos en la Gran Guerra. Hacia el final de 1918, el Standard J-1 había reemplazado al FS en las tareas de entrenamiento y los dos aviones volvieron a Dayton-Wright, donde fueron usados en la realización de pruebas.

## Especificaciones (FS-1)
Referencia datos: Aerofiles

### Características generales
- Tripulación: Uno (piloto)
- Capacidad: Un pasajero
- Planta motriz: 1× motor lineal de 4 cilindros refrigerado por agua Hall-Scott A-7a.
  - Potencia: 75 kW (103 HP; 102 CV)

### Rendimiento
- Velocidad máxima operativa (Vno): 109 km/h (68 MPH; 59 kt)
- Velocidad de entrada en pérdida (Vs): 61 km/h (38 MPH; 33 kt)